# Nicomache benthaliana
Nicomache benthaliana är en ringmaskart som beskrevs av McIntosh 1885. Nicomache benthaliana ingår i släktet Nicomache och familjen Maldanidae. Inga underarter finns listade i Catalogue of Life.